# Algés, Linda-a-Velha e Cruz Quebrada - Dafundo
Algés, Linda-a-Velha e Cruz Quebrada - Dafundo (oficialmente: União de Freguesias de Algés, Linda-a-Velha e Cruz Quebrada - Dafundo)  é uma freguesia portuguesa do município de Oeiras, com 7,18 km² de área e 47 936 habitantes (censo de 2021). A sua densidade populacional é 6 676,3 hab./km².
Esta divisão administrativa do município de Oeiras compõe-se em torno do Alto de Algés. Integra o Parque do Jamor a oeste e noroeste, onde se delimita por Oeiras e S. Julião da Barra, Paço de Arcos e Caxias; a norte por Carnaxide e Queijas; a leste por Belém (no concelho de Lisboa, desfrutando da proximidade com o Parque de Monsanto); e a sul pelo Estuário do Tejo.

## História
Esta freguesia foi criada aquando da reorganização administrativa de 2012/2013, resultando da agregação das antigas freguesias de Algés, Linda-a-Velha e Cruz Quebrada - Dafundo.

## Demografia
A população registada nos censos foi:
| Distribuição da População por Grupos Etários | Distribuição da População por Grupos Etários | Distribuição da População por Grupos Etários | Distribuição da População por Grupos Etários | Distribuição da População por Grupos Etários | Distribuição da População por Grupos Etários |
| -------------------------------------------- | -------------------------------------------- | -------------------------------------------- | -------------------------------------------- | -------------------------------------------- | -------------------------------------------- |
| Antes da agregação                           |                                              |                                              |                                              |                                              |                                              |
| Ano                                          | 0-14 anos                                    | 15-24 anos                                   | 25-64 anos                                   | >= 65 anos                                   | Total                                        |
| 2001                                         | 5769                                         | 6198                                         | 27530                                        | 8588                                         | 48085                                        |
| 2011                                         | 7030                                         | 4316                                         | 26370                                        | 10949                                        | 48665                                        |
| Após a agregação                             |                                              |                                              |                                              |                                              |                                              |
| Ano                                          | 0-14 anos                                    | 15-24 anos                                   | 25-64 anos                                   | >= 65 anos                                   | Total                                        |
| 2021                                         | 6497                                         | 4851                                         | 24276                                        | 12312                                        | 47936                                        |

## Geografia

### Localidades
Cruz Quebrada, Linda-a-Velha, Dafundo, Algés e Miraflores são localidades integradas nesta divisão administrativa.

### Parques e Jardins

#### Algés
- Jardim de Algés
- Jardim do Palácio Anjos
- Jardim dos Incensos
- Parque Urbano Prof. Francisco Caldeira Cabral – Parque Urbano de Miraflores

#### Linda-a-Velha
- Jardim das Tílias
- Jardim do Palácio dos Aciprestres
- Jardim dos Plátanos
- Jardim D. Pedro V

#### Cruz Quebrada-Dafundo
- Parque Urbano do Jamor
- Jardim do Alto de Santa Catarina
- Jardim de São Mateus

### Arquitetura
- Palácio Ribamar
- Palácio dos Aciprestes
- Palácio Anjos
- Igreja de Miraflores

## Economia
- Arquiparque
- ANJE - Associação Nacional de Jovens Empresários - Núcleo de Lisboa e Vale do Tejo[5]

## Educação
Diretório: 

### Algés
- Escola Básica do 1.º Ciclo / Jardim de Infância Alto de Algés
- Escola Básica Integrada de Miraflores
- Escola Secundária de Miraflores
- Jardim de Infância Luísa Ducla Soares

### Linda-a-Velha
- Escola Básica do 1.º Ciclo Armando Guerreiro
- Escola Básica do 1.º Ciclo D. Pedro V
- Escola Básica e Secundária Amélia Rey Colaço
- Escola Secundária Professor José Augusto Lucas
- Escola de Música de Nossa Senhora do Cabo
- Externato Padre António Vieira
- Jardim de Infância José Martins

### Cruz Quebrada-Dafundo
- Escola Básica Integrada João Gonçalves Zarco
- Externato Santa Catarina
- Faculdade de Motricidade Humana da Universidade de Lisboa
- Instituto Espanhol de Lisboa "Giner de Los Ríos"
- Jardim de Infância Roberto Ivens

## Saúde
Diretório: 

### Algés
- Clínica CUF Miraflores
- Joaquim Chaves Saúde – Clínica de Miraflores
- Unidade de Saúde Familiar Damião de Góis (Agrupamento de Centros de Saúde de Lisboa Ocidental e Oeiras)
- Unidade de Saúde Familiar Linha de Algés (Agrupamento de Centros de Saúde de Lisboa Ocidental e Oeiras)

### Linda-a-Velha
- Unidade de Cuidados de Saúde Personalizados de Linda-a-Velha (Agrupamento de Centros de Saúde de Lisboa Ocidental e Oeiras)
- Unidade de Saúde Familiar Jardim dos Plátanos (Agrupamento de Centros de Saúde de Lisboa Ocidental e Oeiras)
- Unidade de Saúde Familiar Linda-a-Velha (Agrupamento de Centros de Saúde de Lisboa Ocidental e Oeiras)

### Cruz Quebrada-Dafundo
- Unidade de Saúde Familiar Dafundo (Agrupamento de Centros de Saúde de Lisboa Ocidental e Oeiras)
- Unidade de Saúde Mental Comunitária – Equipa de Carnaxide/Dafundo (Centro Hospitalar Lisboa Ocidental)

## Segurança e Proteção Civil
- Associação Humanitária dos Bombeiros Voluntários de Algés
- Associação Humanitária de Bombeiros Voluntários do Dafundo
- Polícia de Segurança Pública – 81.ª Esquadra Miraflores

## Lazer

### Cultura

#### Algés
- Biblioteca Municipal de Algés – Palácio Ribamar[8]
- Centro Cultural de Algés[9]
- Centro de Dança de Oeiras – Palácio Ribamar[10]
- Fábrica de Alternativas[11]
- Galeria Municipal – Palácio Ribamar[12]
- Palácio Anjos – Centro de Arte Contemporânea
- Teatro Municipal Amélia Rey Colaço – Companhia de Actores[13]

#### Linda-a-Velha
- Academia Recreativa de Linda-a-Velha[14]
- Auditório Municipal Lourdes Norberto – Intervalo Grupo de Teatro[15]
- Escola de Música de Nossa Senhora do Cabo[16]
- Fundação Marquês de Pombal (Palácio dos Aciprestes)
- Nova Atena – Universidade Sénior de Linda-a-Velha[17]

#### Cruz Quebrada-Dafundo
- Aquário Vasco da Gama
- Círculo de Arquitetura de Oeiras[18]
- Sociedade de Instrução Musical e Escolar Cruz Quebradense[19]

### Festivais
- NOS Alive

### Desporto
Diretório: 

#### Algés
- Associação Desportiva de Carnaxide e Miraflores
- Confederação do Desporto de Portugal
- Federação Portuguesa de Golfe
- Federação Portuguesa de Tiro com Armas de Caça
- Liga dos Melhoramentos e Recreios de Algés
- Minigolf Clube de Portugal
- Sport Algés e Dafundo
- União Desportiva e Recreativa de Algés

#### Linda-a-Velha
- Federação Portuguesa de Atletismo
- Federação Portuguesa de Ténis
- Grupo Desportivo e Recreativo "A Joanita"
- Sporting Clube de Linda-a-Velha

#### Cruz Quebrada-Dafundo
- Centro Desportivo Nacional do Jamor
- Clube de Ténis do Jamor
- Federação dos Arqueiros e Besteiros de Portugal – Carreira de Tiro do Centro Desportivo Nacional do Jamor
- Federação Portuguesa de Futebol – Cidade do Futebol
- Federação Portuguesa de Natação
- Federação Portuguesa de Tiro com Arco
- Sociedade de Instrução Musical e Escolar Cruz Quebradense
- União Recreativa do Dafundo

## Assembleia de Freguesia (AF)
A Assembleia de Freguesia é o órgão deliberativo das freguesias de Portugal, sendo eleita por sufrágio universal, direto e secreto dos cidadãos recenseados na área da freguesia, segundo o sistema de representação proporcional. Nas freguesias com 150 eleitores ou menos, a assembleia de freguesia é substituída pelo plenário dos cidadãos eleitores.
Pelo facto de a freguesia ter mais de 20 000 eleitores, a Assembleia de Freguesia de Algés, Linda-a-Velha e Cruz Quebrada/Dafundo tem 21 membros.

### Composição
9 membros do Grupo de Cidadãos Eleitores Isaltino Inovar Oeiras (IN-OV), incluindo o presidente, Sérgio Serra, e a 2.ª secretária da mesa da Assembleia de Freguesia, Ana Almas;
3 membros do Partido Socialista (PS);
3 membros da coligação A Dar Tudo Por Oeiras (PPD/PSD.MPT), incluindo a 1.ª secretária da mesa da Assembleia de Freguesia, Teresa Ferreira;
2 membros da Coligação Evoluir Oeiras (BE-L-VP);
1 membro da Coligação Democrática Unitária (PCP-PEV);
1 membro da Iniciativa Liberal (IL);
1 membro do Chega (CH);
1 membro do Pessoas–Animais–Natureza (PAN).

### Líderes de bancada
| Força política                      | N.º de deputados | Líder da bancada |
| ----------------------------------- | ---------------- | ---------------- |
| IN-OV                               | 9                | Miguel Faria     |
| PS                                  | 3                | Miguel Gonçalves |
| A Dar Tudo Por Oeiras (PPD/PSD.MPT) | 3                | Pedro Tinoco     |
| Coligação Evoluir Oeiras (BE-L-VP)  | 2                | André Cid Lauret |

### Deputados únicos
| Partido       | Nome            |
| ------------- | --------------- |
| CDU (PCP-PEV) | Madalena Castro |
| IL            | João Fernandes  |
| CH            | Nuno Silva      |
| PAN           | Lucinda Coelho  |